# Stina Kobell

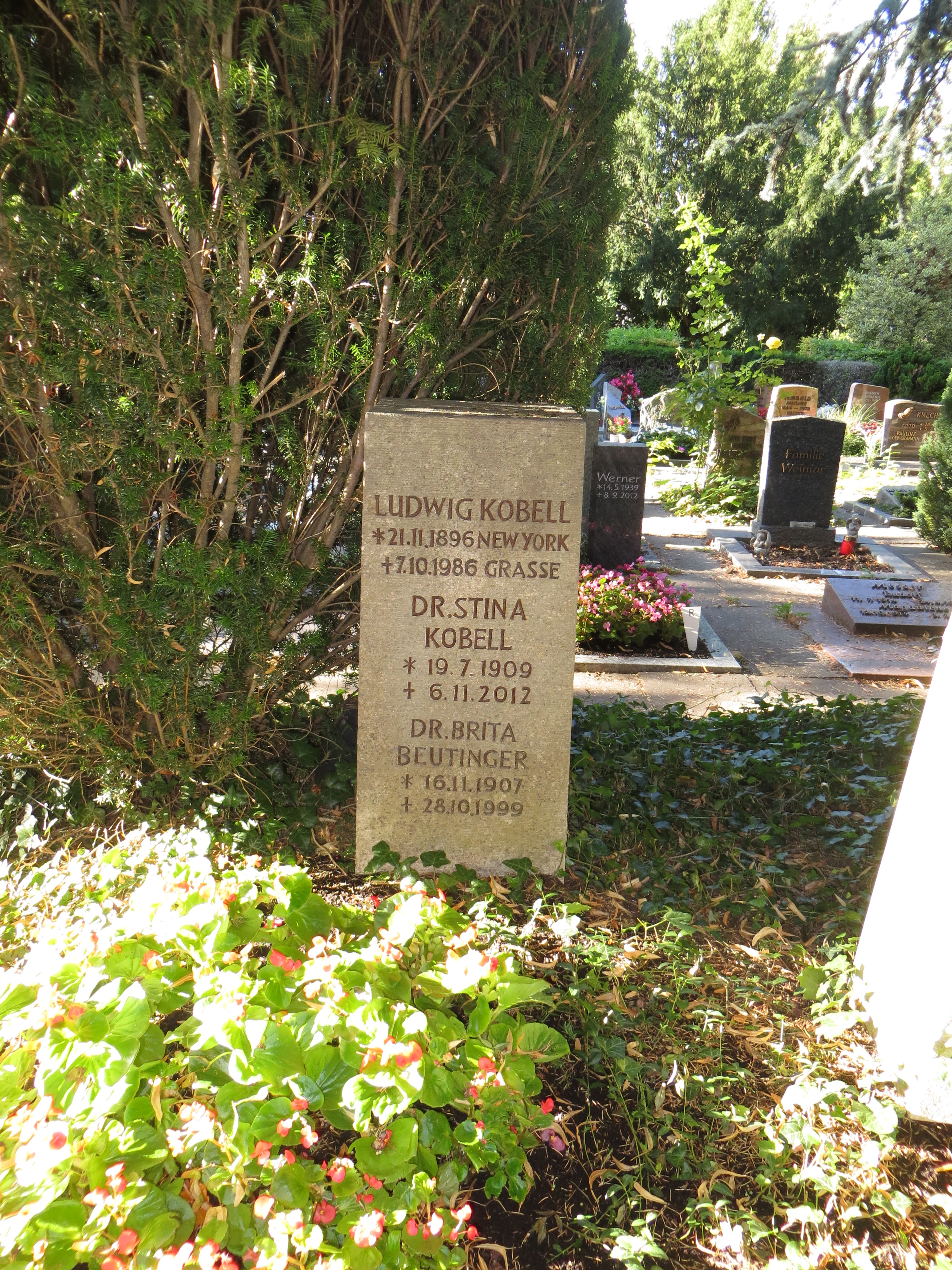
Grabstätte Stina Kobells

Stina Kobell (* 19. Juli 1909; † 6. November 2012) war eine deutsche Kunsthistorikerin. Sie taucht in Hermann Lenz’ autobiographischen Romanen unter dem Namen „Stina“ auf.

## Leben
Stina Beutinger wurde als Tochter des Architekten und späteren Heilbronner Oberbürgermeisters Emil Beutinger geboren. Sie hatte einen Bruder namens Erik und eine Schwester namens Brita. Sie studierte in München Kunstgeschichte, musste dieses Studium allerdings wegen der Anklagen, die gegen ihren von den Nationalsozialisten seines Amtes enthobenen Vater erhoben wurden, unterbrechen. 1939 konnte sie dann doch noch promovieren; der Titel ihrer Dissertation war Der heilige Veit und seine bildliche Darstellung bis zum ausgehenden Mittelalter. Doktorvater war Hans Jantzen. 1944 heiratete sie, nach den Worten ihrer Freundin Hanne Trautwein, „den Reizenden in Ritterkreuzen“, mit dem sie dann in der Rheinbergerstraße 1 in München lebte. Stina Kobell war nach dem Zweiten Weltkrieg als Museumskuratorin tätig.
Mit Hanne Trautwein und Hermann Lenz war sie seit ihren Studienzeiten befreundet. Sie wird des Öfteren in dem 2018 veröffentlichten Briefwechsel des Paares erwähnt. In Lenz’ Roman Neue Zeit wird unter anderem erzählt, wie sie Eugen Rapp, dem Alter Ego Lenz’, eine Pistole leiht, da dieser von einem Kommilitonen und einstigen Klassenkameraden seiner Freundin bedroht wird. Dieser tritt im Roman unter dem Namen Hackl auf; sein wirklicher Name war Franz Josef Strauß. Hackl bzw. Strauß bot dem Paar aber später seine Hilfe an. Die Halbjüdin Hanne Trautwein war im Dritten Reich gefährdet. Sie erhielt durch Stina Beutingers Vermittlung im Februar 1942 eine Anstellung im Auktionshaus Weinmüller, die sie auch nicht verlor, als Weinmüller Personal abbauen musste.
Stina Kobell wurde über hundert Jahre alt. In der Heilbronner Stimme vom 19. Juli 2012 erschien anlässlich ihres 103. Geburtstags ein Artikel, aus dem hervorgeht, dass sie ihren Lebensabend in einem Pflegeheim in Oberstenfeld verbrachte.

## Publikationen
- Der heilige Veit und seine bildliche Darstellung bis zum ausgehenden Mittelalter, Frankfurt a. M. 1939
- mit Werner Fleischhauer und Julius Baum: Die schwäbische Kunst im 19. und 20. Jahrhundert, Stuttgart 1952
- Fünfhundert Jahre deutsche Keramik Köln, Eigelsteintorburg, Köln 1956
- Deutsche Keramiker auf der internationalen Keramikausstellung 1967 in Istanbul, in: Keramos 40, 1968, S. 47–50
- mit Johannes Maier u. a.: Johannes Maier und die Kunstmanufaktur Pfitzenmaier, Karlsruhe 1959
- Textile Kostbarkeiten, Stuttgart 1967
- Vorwort, in: Ernst Schindler, Gitter und Tore. Neue Formen in Stahl, 1970
- Email. Kunst aus dem Feuer, München 1979